# حصان المبايار
حصان المبايار (بالفرنسية : M'Bayar) هو سلالة أحصنة أفريقية نشأت بدولة السنغال، وتنتمي لمجموعة حصان غرب أفريقيا البربري. أخذت اسمها من المنطقة التي أتت منها في منطقة باول، وعلى الرغم من أنها أكثر سلالات الخيول السنغالية عددًا، إلا أن أعدادها غير معروفة.

## التاريخ
أصول سلالة أحصنة المبايار لم توثق بشكل مناسب، فالبعض يعتبرها سلالة قديمة في المنطقة بينما يرى البعض الأخر انها سلالة من الأحصنة البربرية. كان هذا الصنف يستخدم بشكل أساسي لسلاح الفرسان العسكري للممالك التقليدية القديمة بالسنغال. لكن مع مطلع القرن العشرين تأثرت السلالة بالأحصنة البربرية المستوردة من مالي وموريتانيا والمغرب، وكذلك من قبل الخيول العربية والأنجلو عربية من مركز بحوث تربية الحيوانات بالظهرة.
بعد الحرب العالمية الثانية، قُدر عدد الخيول في السنغال (جميع السلالات مجتمعة) بنحو 30000 رأس. ازداد العدد بشكل كبير في السنوات التالية، مع 216 ألف رأس في عام 1978، ثم 400 ألف رأس في عام 1996، وهو أكبر عدد من الخيول في غرب إفريقيا بالكامل.
تم تهجين سلالة المبايار بسلالة الفلوف لينتجوا لنا سلالة سينغالية جديدة سميت بٳسم حصان الفوتانكي.

## وصف

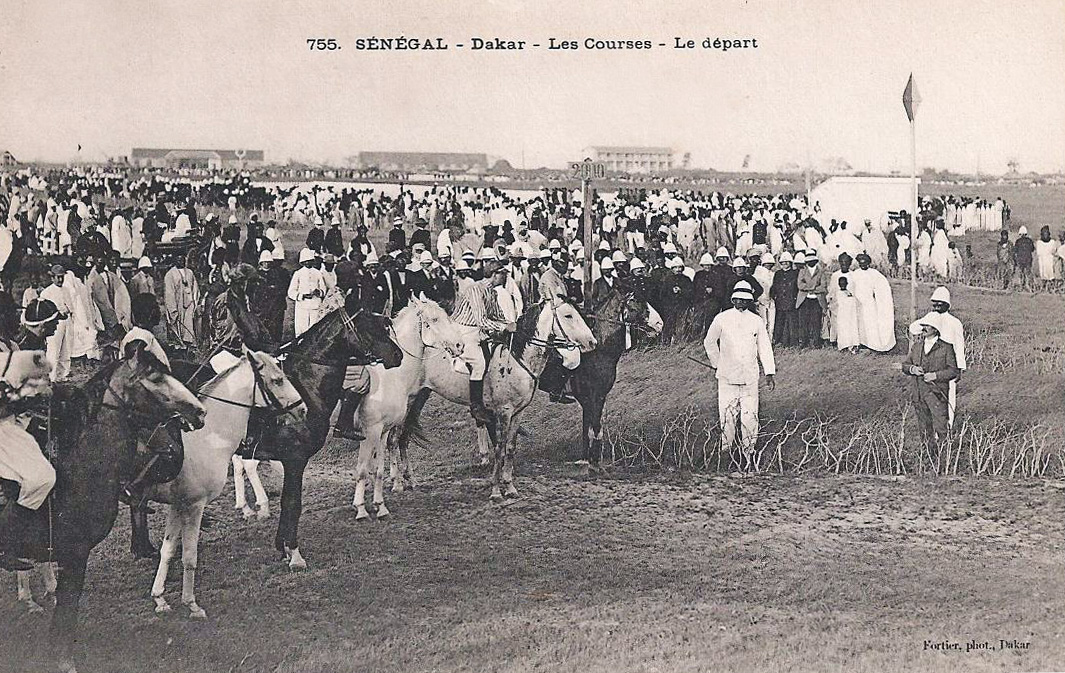
سباق أحصنة في داكار

يتراوح متوسط طول حصان المبايار من 1.34 مترًا إلى 1.44 مترًا وفقًا للباحث دوهوكس. وفي عام 1996، اشار دليل ديليشو إلى طول يتراوح من 1.37 مترًا إلى 1.45 مترًا. تشير قاعدة بيانات نظام المعلومات حول تنوع الحيوانات المحلية إلى متوسط طول يبلف 1.37 مترًا عند الذكور.
حصان المبايار هو حصان صغير ممتلئ الجسم له صدر عريض وعنق قصير. ساقيه قويتان، لكن غالبًا ما تكون بهما ركبتان تشبه ركبتي البقرة وبه خصائص أخرى تعتبر عيوبًا لدى المربين. وتعتبر الألوان الخليجية والرمادية والسرجية والروان من الألوان الشائعة لدى هذه الأحصنة. ومن المعروف أن حصان المبايار هادء وسهل الانقياد، بالٳضافة ٳلى قوة تحملها الكبيرة، فهو مقاوم جدًا للظروف المناخية الجافة والحارة في منطقة الساحل.
يتولى المعهد السنغالي للبحوث الزراعية إدارة تنظيم تربية المبيار في السنغال. ويربطها مكتب الكومنولث الزراعي العالمي سلالة أحصنة المبايار بمجموعة أحصنة غرب أفريقيا البربرية.

## الٳستعمال
يعتبر حصان المبايار الأكثر شيوعًا بين سلالات الخيول السنغالية الأربعة، يستخدم هذا الحصان للركوب والجر وللمهام الفلاحية، وقد لعب دورًا مهمًا في الحياة اليومية للسنغاليين في الريف كما هو الحال في المدن الكبرى. كما أنها تستخدم كحصان سباق في حلبات السباق.
ينتشر حصان المبايار بالأساس في مناطق إمبراطورية جولوف التاريخية، وتعيش قطعان هذه الخيول في شبه حرية في سهول المنطقة.